# St. Michael’s Church (Michaelchurch)

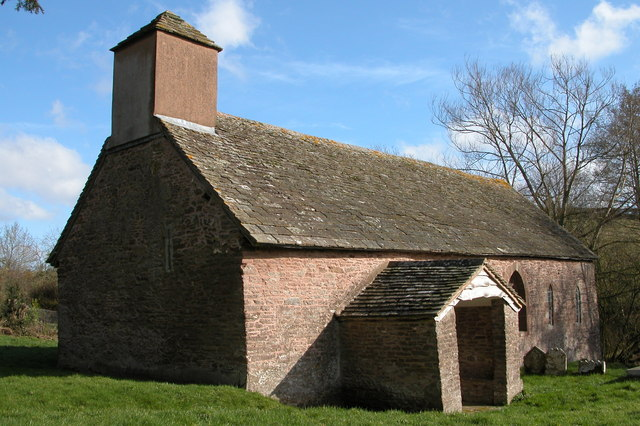
Ansicht von Südwesten

St. Michael’s Church ist eine heute nicht mehr genutzte Kirche in Michaelchurch, einem Weiler in der Grafschaft Herefordshire in der Region West Midlands in England. Michaelchurch liegt ungefähr 8 km westlich von Ross-on-Wye. 
Die Kirche ist von English Heritage (Historic Buildings and Monuments Commission for England) als Bauwerk im Grade II eingestuft. Auch der Churches Conservation Trust kümmert sich um die Erhaltung der Kirche, die durch ihre aus dem 13. Jahrhundert stammenden Wandmalereien an der Nord-, Ost- und Südseite des Innenraumes berühmt ist. Die Kirche wurde nach der Überlieferung durch Bischoff Herwald von Llandaff im Jahre 1056 errichtet. Der dreischiffige Bau ist aus Sandstein mit schiefergedecktem Dach, die Vorhalle liegt im Süden.

## Römischer Altar
Ein rekonstruierter pilzförmiger Altar aus der römischen Zeit steht in der Nische des zugemauerten nördlichen Eingangsportales. Er wird entweder in das 3. oder 5. Jahrhundert datiert. Eine schlecht erhaltene Inschrift ist zu entziffern:

„EO TRI[VII] BECCICUS DONAVIT ARA[M]“

„[Dem Gott der] drei Wege stiftet Beccicus diesen Altar.“

Der Altar dürfte offenbar früher die Funktion eines Bildstockes gehabt haben. Seine Platte wurde 1830 von Reverend John Webb entdeckt, der ihn bei einem örtlichen Doktorhaus auffand, wo er als Kräuter-Mörser verwendet wurde. Säule und Fundament des Altares waren bereits an ihren heutigen Platz in der Kirche und die Platte wurde dann daraufgelegt. Eine vermutete Zuschreibung der Altarinschrift an einen sonst nicht belegten Gott Tridamus gilt als unsicher.

## Bildergalerie

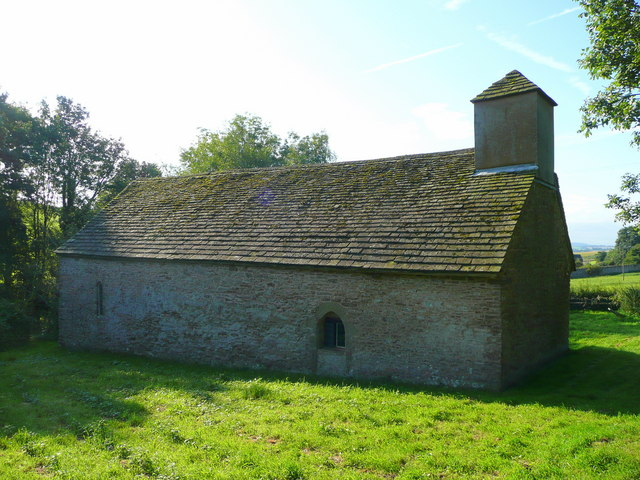
Ansicht von Nordwesten
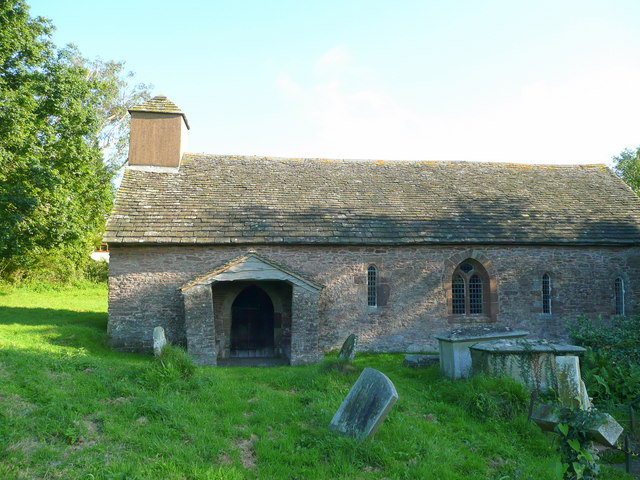
Ansicht von Süden
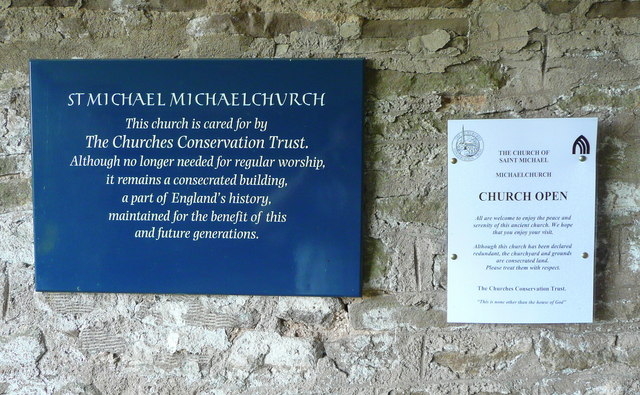
Tafel des Churches Conservation Trust